# هال ييتس
هال ييتس (بالإنجليزية: Hal Yates)‏ هو كاتب سيناريو ومخرج أمريكي، ولد في 26 يوليو 1899 في شيكاغو في الولايات المتحدة، وتوفي في 1 أغسطس 1969 في لوس أنجلوس في الولايات المتحدة.

## وصلات خارجية
- هال ييتس على موقع IMDb (الإنجليزية)
- هال ييتس على موقع ألو سيني (الفرنسية)
- هال ييتس على موقع أول موفي (الإنجليزية)
- هال ييتس على موقع قاعدة بيانات الأفلام السويدية (السويدية)
- هال ييتس على موقع قاعدة بيانات الفيلم (الإنجليزية)
- هال ييتس على موقع كينوبويسك (الروسية)